# 中央経済社ホールディングス
株式会社中央経済社ホールディングス（ちゅうおうけいざいしゃホールディングス）は、東京都千代田区に本社を置く出版社グループの持株会社である。
特に会計学の分野に重点を置いており、大学等で使われる会計学の教科書、日本商工会議所主催の簿記検定試験や税理士、公認会計士などの会計分野の国家試験対策の参考書・学習書、会計の専門家向けの法規集、雑誌などを多数出版している。また、インターネットによる通信教育（eラーニング)も行っている。
2016年1月1日に持株会社体制へ移行した。

## 沿革
- 1948年10月 - 株式会社中央経済社（初代）設立。
- 1964年10月 - 子会社・株式会社プランニングセンターを設立。
- 1997年6月 - 株式を店頭登録（現：ジャスダック）。
- 2005年4月 - 会社分割により株式会社CKDを設立。
- 2013年9月 - 株式会社シーオーツーを子会社化。
- 2015年11月 - 株式会社中央経済社分割準備会社及び株式会社中央経済グループパブリッシング分割準備会社を設立。
- 2016年1月 - 持株会社体制に移行。編集関連事業を株式会社中央経済社分割準備会社に、販売・校正・製作関連事業を株式会社中央経済グループパブリッシング分割準備会社に会社分割。持株会社となった株式会社中央経済社（初代）は株式会社中央経済社ホールディングスに、株式会社中央経済社分割準備会社は株式会社中央経済社（2代）に、株式会社中央経済グループパブリッシング分割準備会社は株式会社中央経済グループパブリッシングに、それぞれ商号変更[1]。

## グループの事業
- 経済、経営、法律、会計、税務、その他社会科学全般に関する専門書籍、雑誌の発行
- 年間発行総点数 書籍約380点/雑誌5誌

## 関連会社
- 株式会社中央経済社 - 編集関連事業
- 株式会社中央経済グループパブリッシング - 販売・校正・製作関連事業
- 株式会社プランニングセンター
- 株式会社CKD
- 株式会社シーオーツー

## 取引金融機関
- みずほ銀行、三菱UFJ銀行、りそな銀行、きらぼし銀行、商工組合中央金庫